# Coupe de France de futsal 1997-1998
Navigation
1996-1997 1998-1999
La Coupe nationale de football en salle 1997-1998 est la quatrième édition de la Coupe de France de futsal. Le tournoi final a lieu le 1er mai 1998 au Gymnase Compans-Caffarelli de Toulouse. Double tenant du titre, l'USVO Grenoble se qualifie pour la phase finale mais ne termine que cinquième. Le Canal Sport Roubaix gagne le match pour la première place face au JL Knutange.

## Déroulement
| Période                      | Tour                                   |
| ---------------------------- | -------------------------------------- |
| Décembre 1997 - janvier 1998 | Tours locaux                           |
| Février - mars 1998          | Tours régionaux                        |
| 13 avril 1998                | Tour national (8 groupes de 8 équipes) |
| 1er mai 1998                 | Tournoi final (8 équipes)              |

## Tournoi final

### Clubs participants
| \| AS Berck CS Roubaix JL Knutange AS Algrange FC Flers USVO Grenoble SC Challans Cierp Gaud Toulouse \| Les clubs qualifiés |
| AS Berck CS Roubaix JL Knutange AS Algrange FC Flers USVO Grenoble SC Challans Cierp Gaud Toulouse                           |

Les huit clubs qualifiés le sont vraisemblablement en terminant premiers des huit groupes du tour national précédent.
Ils représentent six Ligues régionales de football, le Nord-Pas de Calais et la Lorraine comptant deux représentants (respectivement Berck-Roubaix et Knutange-Algrange). Les clubs d'une même région ne sont pas placés dans le même groupe.
Tandis que le tournoi final est organisé à Toulouse au Sud de la France, six des huit qualifiés sont basés dans la moitié Nord du pays.

### Phase de groupe
Les matchs de la phase de groupe se jouent en un temps de jeu de vingt minutes.

#### Groupe A
L'équipe qualifiée pour la finale se détermine lors du dernier match entre le JL Knutange et le FC Flers. Après deux défaites serrées, le tenant du titre grenoblois se reprend contre Berck lors de son troisième match (9-1).

#### Groupe B
Le Groupe B est serré et l'équipe jouant la finale est déterminée aux tirs au but lors du troisième match de Roubaix et Algrange.

### Matchs de classement
Les matchs de classement se jouent en un temps de jeu de trente minutes.
| Place jouée | Équipe 1        | Équipe 2    | Score |
| ----------- | --------------- | ----------- | ----- |
| 7e place    | AS Berck        | Cierp Gaud  | 4-1   |
| 5e place    | USVO Grenoble T | SC Challans | 7-3   |
| 3e place    | FC Flers        | AS Algrange | 10-2  |
| 1re place   | CS Roubaix      | JL Knutange | 4-1   |

### Classement final
| Place | Club                | Ligue régionale    |
| ----- | ------------------- | ------------------ |
| 1     | Canal Sport Roubaix | Nord-Pas de Calais |
| 2     | JL Knutange         | Lorraine           |
| 3     | FC Flers            | Basse-Normandie    |
| 4     | AS Algrange         | Lorraine           |
| 5     | USVO Grenoble T     | Rhône-Alpes        |
| 6     | SC Challans         | Atlantique         |
| 7     | AS Berck            | Nord-Pas de Calais |
| 8     | Cierp Gaud          | Midi-Pyrénées      |

## Source
- (en) French Futsal Cup 97/98 sur old.futsalplanet.com